# Пиштигово
Пишти́гово (болг. Пищигово) — село в Пазарджицькій області Болгарії. Входить до складу общини Пазарджик.

## Населення
За даними перепису населення 2011 року у селі проживали 1037 осіб.
Національний склад населення села:
| Національність   | Кількість осіб | Відсоток |
| ---------------- | -------------- | -------- |
| болгари          | 713            | 69,1%    |
| цигани           | 311            | 30,1%    |
| турки            | 4              | 0,4%     |
| Всього відповіли | 1032           |          |

Розподіл населення за віком у 2011 році:
Динаміка населення: